# Skyper (Pager)

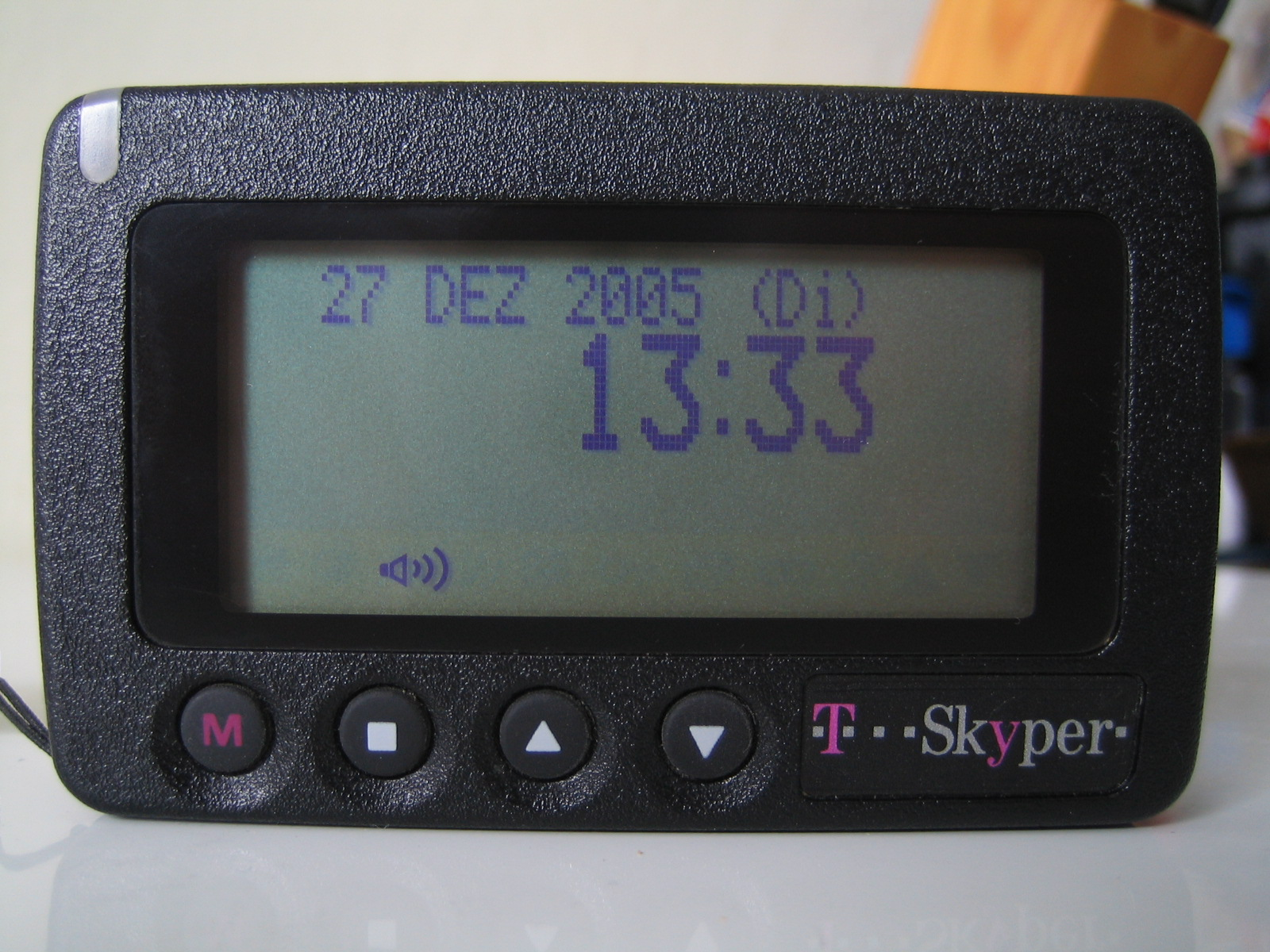
Skyper

Skyper war ein von 1996 bis 2013 betriebener alphanumerischer Pagerdienst in Deutschland. Nach ihm ist auch der dafür nötige Pager, mit welchem man diesen Dienst nutzen konnte, bezeichnet.

## Geschichte
Auf der CeBIT Home 1996 stellte T-Mobile den T-Skyper vor. Der Betrieb wurde am 10. Oktober 1996 aufgenommen. Dieses Pagernetz ergänzte die bestehenden Dienste Cityruf und Scall. Der Skyper-Dienst wurde, wie die beiden anderen Dienste, vom Provider e*Message übernommen. Die Geräte wurden in e*Skyper umbenannt und unter diesem Namen bis 2013 weiter vertrieben.
Im Sommer 2013 kündigte e*Message ihren Kunden per Rechnung an, dass sie den e*skyper-Dienst zum 31. Dezember 2013 einstellen werde.  In weiten Teilen Deutschlands wird auf der Frequenz weiterhin das Zeitsignal ausgestrahlt (Stand: Februar 2021).

## Kosten
Der Preis lag je nach Zugangsart zwischen 0,49 Euro und 1,23 Euro für die Übermittlung einer Nachricht, die aus technischen Gründen maximal 80 Zeichen umfassen konnte.

## Technische Details
Im Gegensatz zum ursprünglichen Scall war Skyper ein alphanumerischer Pager, der nicht nur Ziffern, sondern auch Textnachrichten empfangen konnte. Im Vergleich zu Cityruf konnte man zusätzlich verschiedene Informationsprogramme empfangen, die unterschiedliche Bereiche wie beispielsweise Wetter, Schlagzeilen, Politik, Wirtschaft, Börse, Sport, Entertainment und Kultur abdeckten. Für den Empfang dieser Programme, die als InfoNews bezeichnet wurden, entstanden dem Nutzer regelmäßige Kosten in Form eines Grundentgelts. Der Empfang von FriendlyNews, also persönlichen Nachrichten, war für den Empfänger der Nachricht kostenfrei. Skyper war damit trotz des Grundentgelts für die InfoNews ein CPP-System, das heißt, allein der Absender eines Funkrufs trug die Kosten.
Zuletzt standen sechs verschiedene Möglichkeiten zur Auswahl, um persönliche Nachrichten abzusenden:
- alphanumerische Nachrichten über einen Operator nach Einwahl bei einem Callcenter
- numerische Nachrichten über einen Sprachcomputer
- alphanumerische Nachrichten per PC mit Modem und spezieller Software
- alphanumerische Nachrichten per SMS
- alphanumerische Nachrichten über ein WWW-Eingabeformular (kostenlos für den Absender, aber limitiert in der Zahl der Nachrichten)
- alphanumerische Nachrichten über E-Mail

Das Protokoll der Dienste wurde von der POCSAG entwickelt. Das Signal wurde auf einer Trägerfrequenz von 465,970 MHz übertragen.

## Weitere Nutzung
Einige Skyper werden inzwischen von Funkamateuren auf 439,9875 MHz (70-Zentimeter-Band) umgebaut, wo Funksprüche im Rahmen des Amateurfunks ausgesendet werden. Die Sender dazu wurden von Funkamateuren aufgebaut und stehen in größeren Städten wie z. B. in Berlin, Augsburg, Nürnberg, Köln, Lahr/Schw. usw. kostenlos zur Verfügung.